# Kanton La Fère
La Fère is een voormalig kanton van het Franse departement Aisne. Het kanton maakt deel uit van het arrondissement Laon.

## Geschiedenis
Het kanton werd in 1973 afgescheiden van het kanton Tergnier en op 22 maart 2015 weer opgenomen in hetzelfde kanton.

## Gemeenten
Het kanton La Fère omvatte de volgende gemeenten:
- Achery
- Andelain
- Anguilcourt-le-Sart
- Bertaucourt-Epourdon
- Brie
- Charmes
- Courbes
- Danizy
- Deuillet
- La Fère (hoofdplaats)
- Fourdrain
- Fressancourt
- Mayot
- Monceau-lès-Leups
- Rogécourt
- Saint-Gobain
- Saint-Nicolas-aux-Bois
- Servais
- Travecy
- Versigny